# Walter Noll
Walter Noll (Berlino, 7 gennaio 1925 – Pittsburgh, 6 giugno 2017) è stato un matematico tedesco naturalizzato statunitense.
Egli è noto per i suoi importanti contributi nel campo delle teorie matematiche della meccanica del continuo e della termodinamica, che hanno portato ad una rifondazione in chiave razionale di tali campi della meccanica. Egli è ben noto come coautore, assieme a Clifford Truesdell, del volume The Non-Linear Field Theories of Mechanics (1965) (ripubblicato nel 1992, nel 2000 e nel 2004), divenuto un riferimento standard in tal campo di studi.

## Curriculum accademico
Nel 1946 iniziò i suoi studi di Matematica presso la Technische Universität (l'Università Tecnica di Berlino). Ha inoltre seguito corsi presso la Humboldt Universität e la Freie Universität (Università Libera di Berlino). Nell'anno accademico 1949/50 egli fu studente straniero presso l'Università di Parigi dove ottenne il titolo di Licencié dès Sciences.
Nel 1951 ha completato i suoi studi di matematica presso l'Università Tecnica di Berlino, ottenendo il titolo di Diplom-Ingenieur (in Matematica). In tale università, nei quattro anni successivi, ricoprì la posizione di Wissenschaftlicher Assistant (instruttore) al Lehrstuhl für Technische Mechanik (Istituto di Ingegneria Meccanica).
Nel 1953 fu in visita presso l'Indiana University in Bloomington, dove conseguì nel 1954 il Ph.D. in Matematica applicata. Il suo relatore di tesi fu Clifford Truesdell (egli fu il primo studente di dottorato di Clifford Truesdell). Nella primavera del 1955 egli emigrò definitivamente negli Stati Uniti e fu per un anno alla University of Southern California. Nel 1956 fu chiamato al dipartimento di Matematica della Carnegie Mellon University (allora noto come Carnegie Institute of Technology). Si è ritirato dall'insegnamento nel 1993, ricoprendo da allora il ruolo di Professore Emerito.
Ha ricoperto l'incarico di visiting professor alla Johns Hopkins University, alla Università di Karlsruhe, all'Israel Institute of Technology, all'École Polytechnique in Nancy, all'Università di Pisa, all'Università di Pavia, alla Oxford University.

## Opere
- Noll, Walter and Truesdell, Clifford (1965) The Non-Linear Field Theories of Mechanics, Encyclopedie of Physics, vol. III/3, Springer-Verlag, New York. ISBN 3-540-02779-3.
- Noll, Walter; Coleman, B. D.; and Markovitz, H. (1966) Viscometric Flows of Non-Newtonian Fluids, Theory and Experiment. Springer-Verlag, New York. ASIN B0006BN90G.
- Noll, Walter (1974) Foundations of Mechanics and Thermodynamics, Selected Papers. Springer-Verlag, New York. ISBN 0-387-06646-2.
- Noll, Walter (1987) Finite-Dimensional Spaces: Algebra, Geometry, and Analysis, Vol. I. Kluwer Academic Publishers. ISBN 90-247-3581-5. A corrected version (2006) is published on Professor Noll's website.
- Noll, Walter (2004) Five Contributions to Natural Philosophy. Published on Professor Noll's website